# Carl-Josef Görres
Carl-Josef Görres (* 6. Februar 1905 in Schöneberg bei Berlin; † 11. März 1973 in Freiburg im Breisgau) war ein deutscher Ingenieur und Unternehmensberater in Stuttgart-Degerloch, wo er den Jung-Verlag betrieb. Bekannt wurde Görres durch zahlreiche Publikationen zum Thema Unternehmensführung und Entlohnung, in denen er unter anderem das Lohnmodell Halbakkord definierte.
Carl-Josef Görres war ab 1935 mit der Schriftstellerin Ida Friederike Görres verheiratet. Sein Bruder war der Psychoanalytiker und Psychotherapeut Albert Görres.